# Hieracium dahlstedtii
Hieracium dahlstedtii es una especie de planta con flor del género Hieracium, de la familia Asteraceae, orden Asterales.

## Distribución
Hieracium dahlstedtii se distribuye por Suecia.

## Taxonomía
Fue descrita científicamente por Almq. ex Elfstr. Fue publicada en Hier. Alp. Mittl. Skand.